# 大代真白
大代真白（日语：大代 真白／おおしろ　ましろ）是一名日本虛擬YouTuber，所屬事務所是Create Ring，隶属于青桐高中策划。

## 概要
2020年5月29日首次在個人頻道發布影片，6月17日首次在個人頻道直播。
2024年5月28日，大代真白因身體狀況不佳而休息並宣布活動暫停，同時取消了周年紀念的活動與直播。
2024年7月24日，大代真白由青桐高校官方X平臺宣布將延長停止活動，官方亦同時宣布將暫停使用大代真白的形象進行企業合作或商品開發。
2025年2月10日，大代真白由青桐高校官方X平臺宣布因無法恢復至理想直播狀態，將於2月28日畢業。